# Белведере Лидија (Витербо)
Белведере Лидија је насеље у Италији у округу Витербо, региону Лацио.
Према процени из 2011. у насељу је живело 632 становника. Насеље се налази на надморској висини од 233 м.